# Critérium National de la Route 1967
Il Critérium National de la Route 1967, trentaseiesima edizione della corsa, si svolse il 26 marzo su un percorso di 223 km. Fu vinto dal francese Jacques Anquetil della Bic davanti ai suoi connazionali Raymond Poulidor e Raymond Delisle.

## Ordine d'arrivo (Top 10)
| Pos. | Corridore         | Squadra                    | Tempo    |
| ---- | ----------------- | -------------------------- | -------- |
| 1    | Jacques Anquetil  | Bic                        | 6h14'22" |
| 2    | Raymond Poulidor  | Mercier-BP-Hutchinson      | s.t.     |
| 3    | Raymond Delisle   | Peugeot-BP-Michelin        | a 5"     |
| 4    | Bernard Guyot     | Pelforth-Sauvage-Lejeune   | a 8"     |
| 5    | Jean-Paul Paris   | Tigra-Grammont-de Gribaldy | s.t.     |
| 6    | Christian Raymond | Peugeot-BP-Michelin        | a 15"    |
| 7    | Louis Rostollan   | Kamomé- Dilecta-Wolber     | s.t.     |
| 8    | Claude Mattio     | Kamomé- Dilecta-Wolber     | s.t.     |
| 9    | Maurice Izier     | Pelforth-Sauvage-Lejeune   | a 22"    |
| 10   | Michel Grain      | Bic                        | s.t.     |